# Southside (Alabama)
Southside è un comune degli Stati Uniti d'America situato nelle contee di Etowah, Calhoun dello Stato dell'Alabama.